# 世の中は僕らに甘い
『世の中は僕らに甘い』（よのなかはぼくらにあまい）は、高口里純によるボーイズラブ漫画作品である。
徳間書店の雑誌「Chara Selection」に2002年9月号から2008年1月号まで連載された。コミックスは徳間書店Chara COMICSより全7巻刊行されている。

## 登場人物
大島 紬（おおしま つむぎ）
名前の由来は大島紬から。24歳。椿の双子の弟。しばしばヒステリーを起こし大泣きする。
親から勘当され、親が亡くなった後、財産分与された金で買ったトレーラーカーで移動しながら椿と過激で下品な暮らしをしていた。
田舎から東京へ出て来て「モデル・エージェンシー」のモデルにスカウトされた。
中学時代、憧悟に初恋し、椿にそそのかされ二人で強姦しようとしたが失敗に終わった過去がある。その後椿と憧悟が田舎に居る間セックスしまくっていたことは知らなかった。東京で憧悟に再会した時その事を知り激怒する。
交通事故に会い、外傷性の部分健忘になってしまい、椿のことを思い出せなくなる。
三年後アメリカで茨等と暮らしていた時に椿と再会し、椿のことを思い出し、椿が一番好きだと気付く。
大島 椿（おおしま つばき）
名前の由来は大島椿から。24歳。紬の双子の兄。制服フェチのゲイ。性欲が強く節操がない。幼い頃から秘かに紬に恋愛感情を持ち続け、抱きたいと思っている。
紬とともに「モデル・エージェンシー」のモデルにスカウトされた。
中・高生時代、紬とセックス出来ない代償として、紬には秘密に憧悟と何度もセックスしていた。
憧悟に腹部を刺され回復したのち、憧悟と逃避行したのち、及川家に住まわせて貰う。
三年後、紬に会いに行き、自分を思い出した紬と再び共同生活を送る。
紬と椿の姉
本家を継いでいる。弟達の理解者。三年後、男女の双子を産んでいる。
姉の夫
役場に勤める真面目な人物。紬と椿の下品なやり取りに引いている。自分も襲われるのではないかと警戒して近寄らない。
速川 憧悟（はやかわ とうご）
ノンケだったが中学生時代に紬と椿に強姦されそうになった。本当は紬が好きなのだが、椿を紬の身代わりにして、紬とは秘密に椿と何度もセックスし、男にしか欲情できなくなっていった。
椿との関係を吹っ切るため上京したのだが、結婚直前、紬と椿に再会する。再び椿と秘密の情事を重ねつつ結婚する。妻が妊娠したことを知り、椿をナイフで指す。
回復した椿と逃避行する。
三年後、及川家に住んでいる。
倉井 琴音（くらい ことね）
憧悟の婚約者。のち妻。憧悟との子供を妊娠する。
四海（よつみ）
紬と椿に強姦未遂された男子高生。バイセクシャル。「モデル・エージェンシー」のモデルをしていて二人に再会した。
椿に拉致され強姦される。
紬のことが好きになり、同棲する。
三年後、ハリウッドスターになっている。
結城 茨（ゆうき いばら）
21才。ニューヨークで人気のモデルだったが、椿を気に入り「モデル・エージェンシー」事務所に移籍した。双子の兄がいたが十年前に亡くなっている。
日本では紬と四海と同居したのち、紬と同棲した。椿の記憶を失った紬をアメリカへ連れてゆく。
三年後、アメリカで結婚し子供も出来ている。紬は二番目に愛する相手として同居していた。
及川 和臣（おいかわ かずおみ）
憧悟の同僚。ゲイ。逃避行していた椿と憧悟とを自宅の離れに匿う。
及川の母
ゲイに理解があり椿と仲良くなる。
平（たいら）
マネージャー。紬と椿をスカウトした「モデル・エージェンシー」事務所の社員。紬と椿の過激で下品なやり取りを聞かなかったことにしている。

## あらすじ
crime.1
田舎で育った紬と椿は上京して六年目、モデルにスカウトされた。四海を襲い、モデル事務所で再会する。椿は四海を拉致する。紬は初恋の男、憧悟を見つける。
crime.2
再会した憧悟は紬と椿と間違える。椿は四海を犯す。憧悟は結婚することを紬に話す。
crime.3
紬を椿と間違えたままの憧悟は、中学、高校時代、紬には秘密で、椿とセックスしまくったことを話す。憧悟を見つけた椿は憧悟を犯す。
crime.4
憧悟に会いに行った紬は、憧悟に拒絶される。
crime.5
憧悟に挑発されながらも抱けなかった紬は、自分がゲイではないのかと疑問を抱く。
crime.6
紬は四海に犯されるながら椿を思う。紬は四海に「付き合わないか」と誘われる。椿は憧悟に結婚後も隠れて逢引しようと持ちかける。
crime.7
紬と椿は実家に帰り、母校で偶然憧悟と会う。椿は紬の見ている前で憧悟を犯す。
crime.8
東京に戻って来た紬は四海に告白され同性を持ちかけられる。椿は憧悟と密会する。
crime.9
紬は四海と同棲を始める。そのアパートにやって来た憧悟は「椿は紬に恋していて、ずっと前から抱きたいと思ってる」と真相を明らかにする。
crime.10
四海は椿に田舎に連れて行かれ、襲われる。紬は椿を探し当てる。
crime.11
椿からの強烈な求愛を受ける紬。紬は憧悟から「さようなら」というメールを受け取る。紬は椿から強姦未遂を受ける。
crime.12
紬は同棲相手の四海のいるアパートへ戻る。椿は憧悟と密会し逢い引きする。四海は紬に何も知らせずアメリカへ行く。
crime.13
紬は、憧悟とも四海とも椿とも連絡が取れなくなった。その日、茨が日本へやって来た。
crime.14
紬はアパートに茨を泊めることになり、そのまま四海が帰ってくるまで同居することになった、
crime.15
酔っ払った紬は茨とセックスした。憧悟は妻から妊娠したと伝えられる。
crime.16
紬は茨とセックスしながら、椿と四海を思い出して混乱する。憧悟は椿を刺し自分も死のうとする。
crime.17
紬は自殺しようとした憧悟を引き止める。紬は憧悟を抱く。翌日、四海がアメリカから帰って来る。紬、四海、茨の同居生活が始まる。
crime.18
紬と再会した四海は、まだ紬に未練があると自覚する。
crime.19
四海というライバルが現れたせいで茨は独占欲で紬を襲う。
crime.20
田舎で椿の快気祝いパーティが開かれる。
crime.21
「椿の快気祝いパーティ」に来た憧悟は、何もかも捨て椿と逃避行する。
crime.22
椿と憧悟は失踪した。寂しさに耐え切れない紬は茨との関係を深めてゆく。椿と憧悟は、憧悟の同僚・及川の世話になる。椿を探しに行こうとした紬は交通事故にあう。
crime.23
交通事故にあったせいで紬は外傷性の健忘症になり、思い出せないものが出来ていた。椿のことを思い出せなかった。
crime.24
四海が及川の家にいる椿を探し出した。椿に「紬に椿の記憶が無くなった」と伝える。
crime.25
茨はアメリカに帰国し、紬も一緒に連れて行くことにした。椿と憧悟は及川家を出、捜索願いの出されていた憧悟は妻に椿との関係を暴露した。
crime.26
紬は占い師に「霧の中にいる」と占われる。自殺しようとした憧悟は及川に助けられ、再び及川家に行く。椿はトレーラーカーを捨て身を隠す。
crime.27
三年後、紬と椿の姉は椿を捜し当てた。四海はハリウッド映画界で活躍していた。紬はアメリカで、茨とその妻と子と暮らしていた。そこに突然椿が現れ、その瞬間紬は椿を思い出した。
crime.28
紬と椿の誕生日、二人は様々な人に祝われた。

## 書誌情報
高口里純『世の中は僕らに甘い』〈徳間書店・Chara COMICS〉全7巻
1. 2003年5月25日発売、ISBN 4-19-960219-4
2. 2004年3月25日発売、ISBN 4-19-960245-3
3. 2005年1月25日発売、ISBN 4-19-960273-9
4. 2005年11月25日発売、ISBN 4-19-960302-6
5. 2006年9月27日発売、ISBN 4-19-960325-5
6. 2007年5月25日発売、ISBN 4-19-960345-X
7. 2008年3月25日発売、ISBN 4-19-960372-7